# Cơ trơn

Cơ trơn (còn gọi là cơ tạng) là một trong ba loại cơ trong cơ thể con người và một số động vật (hai loại kia là cơ xương và cơ tim). Tập hợp các cơ trơn thường bao xung quanh các cơ quan rỗng hay các ống dẫn trong cơ thể bao gồm dạ dày, ruột, bàng quang, dạ con hay tử cung, mạch máu và các đường dẫn khí trong phổi.
Các tế bào cơ trơn đơn lẻ cũng được phát hiện phân bố trên khắp các cơ quan và trong các bó nhỏ của các tế bào có liên quan tới lông/tóc trên da và con ngươi của mắt.
Quá trình co giãn của các cơ trơn bao quanh các cơ quan rỗng có thể điều chỉnh các luồng chảy bên trong các cơ quan rỗng bằng cách thay đổi đường kính của các cơ quan rỗng đó. Quá trình co giãn của các cơ trơn được điều khiển bằng hệ thống thần kinh tự chủ (autonomic nervous system), các hócmôn (hormone), các paracrine và các tín hiệu hóa học lân cận khác. Tuy nhiên, một vài cơ trơn co giãn ngay cả khi vẫn không có một tín hiệu nào xuất hiện tại những vùng lân cận xung quanh nó.
So với cơ xương, sợi cơ trơn có kích thước nhỏ hơn nhiều. Chúng có đường kính khoảng 2 đến 5 micromet và chiều dài từ 20 đến 50 micromet. Tuy nhiên nhiều nguyên lý trong cơ trơn cũng giống như ở cơ vân, trong đó quan trọng nhất là lực hấp dẫn giữa sợi actin và sợi myosin để gây co cơ là như nhau ở cả hai loại cơ.
Cơ trơn của các cơ quan khác nhau thường rất khác nhau. Nhưng để đơn giản hóa có thể chia cơ trơn làm hai loại chính:
- Cơ trơn nhiều đơn vị: gồm nhiều sợi cơ trơn riêng rẽ, mỗi sợi hoạt động hoàn toàn độc lập, được điều khiển bởi một kết cuối của thần kinh đơn độc. Mặt ngoài của sợi cơ được bao phủ bởi một lớp mỏng giống màng đáy, là hỗn hợp của sợi collagen và glycoprotein, có tác dụng tách rời các sợi cơ. Hoạt động của cơ trơn nhiều đơn vị được kiểm soát bởi những tín hiệu thần kinh. Những cơ trơn nhiều đơn vị của cơ thể như: sợi cơ trơn của cơ mi, của giống mắt, các cơ dựng lông, v.v.
- Cơ trơn một đơn vị: có nghĩa là toàn bộ khối lượng hàng trăm đến hàng triệu sợi cơ cùng co đồng thời như một đơn vị duy nhất. Các sợi cơ thường tập trung lại thành từng lớp hoặc từng bó, màng của chúng dính vào nhau ở nhiều điểm, do đó lực sinh ra trong một sợi cơ có thể truyền sang sợi bên cạnh. Các màng sợi cơ còn nối với nhau bởi nhiều khe nối qua đó các ion cũng được truyền suốt sợi cơ sang sợi lân cận làm cho các sợi cơ cùng co đồng thời. Loại cơ trơn này được gọi là cơ trơn hợp bào, thường gặp ở các tạng rỗng như ruột, ống mật, niệu quản, tử cung, mạch máu, do đó cũng được gọi là cơ trơn tạng.